# Малиновка (Самарская область)
Малиновка — посёлок в Красноярском районе Самарской области. Входит в состав сельского поселения Хилково.

## География
Находится на расстоянии примерно 34 километра по прямой на восток от районного центра села Красный Яр.
В Малиновке протекают две реки: 1) Балыксу; (Малиновка) и 2) Балыксу; (Бисембаевка)
От посёлка Малиновки до села Хилково расстояние составляет 2 километра;
В «Списках населенных мест Самарской губернии» (СПб., 1862) населенные пункты Булак и Малиновка не фигурируют. Соответственно, они возникли после 1862 г..
В 1960 году совхоз «Ягодное» был переименован в совхоз «Уголок Ленина» с центральной усадьбой в селе Хилково, а в селах: Вулкан, Екатериновка, Малиновка, Ягодное, Тростянка — расположились отделения совхоза.
Прежние названия: Пятое отделение (отделение номер 5);

## Население
| 2010 |
| ---- |
| 159  |

Постоянное население составляло 184 человека (казахи 77 %) в 2002 году.